# Flughafen Nowy Urengoi

i7
i11
i13
Der Flughafen Nowy Urengoi (russisch Аэропорт Новый Уренгой, IATA-Code: NUX, ICAO-Code: USMU) ist der nationale Flughafen der russischen Stadt Nowy Urengoi im Autonomen Kreis der Jamal-Nenzen. Der Flughafen liegt fünf Kilometer südwestlich vom Stadtzentrum von Nowy Urengoi.